# Herzog (título)
El herzog es un título hereditario alemán que ostenta el gobernante de un ducado territorial, ejerce autoridad feudal de un ducado o posee un derecho por ley o tradición a ser referido por el título ducal. La palabra suele traducirse como duque en español y dux en latín. Generalmente, un herzog está por debajo de un rey y por encima de un graf ('conde'). Que el título se considere superior o inferior a los títulos traducidos al español como príncipe (fürst) depende del idioma, el país y la época en la que coexistieron los títulos.

## Historia
El herzog no está relacionado con la palabra herz ('corazón'), sino que deriva de Her del alto alemán medio -que significa 'ejército' y -zog que significa 'mover' o 'tirar', un jefe militar comparado con el vaivoda eslavo. Her y zog son raíces de las palabras alemanas modernas Heer y ziehen de los mismos significados (también: in die Schlacht ziehen, 'ir a la batalla'). Puede haberse originado del protogermánico Harjatugô, un guerrero que era elegido para ser un líder de batalla por sus tribus. Por lo tanto, Herzog era un título llevado por los guerreros germánicos que ejercían autoridad militar sobre una tribu por aclamación general entre sus miembros o guerreros, especialmente en los ducados raíz. 
Durante la época medieval, algunos de los vasallos más poderosos cuyos territorios se encontraban dentro de los límites del Sacro Imperio Romano Germánico adoptaron o recibieron el título de herzog del sacro emperador romano germánico. Varias dinastías, como los Habsburgo de Austria, los Hohenzollern de Prusia, los Welf de Hannover, los Wettin de Sajonia, los Wittelsbach de Baviera y la Casa de Wurtemberg, ostentaron el Herzogswürde ('ducado') antes de convertirse en reyes.
Aunque un herzog tenía un rango inferior al de un kurfürst ('príncipe elector') dentro del Imperio, también pertenecía por derecho hereditario al Fürstenbank ('Cámara de los Príncipes', literalmente 'sede principesca') dentro del Reichstag, ejercía la Landeshoheit dentro de su estado imperial y disfrutaba de Reichsunmittelbarkeit ('inmediación imperial') dentro del Imperio. Por lo tanto, los herzöge eran considerados miembros de la hoher Adel (lit. 'alta nobleza') cuyas familias se casaban con dinastías soberanas tanto fuera como dentro del Imperio. Tenían el rango de la realeza, a diferencia de los nobles que estaban sujetos a un soberano menor que el emperador.   
En ocasiones, el emperador confería el título de herzog a un noble que no era necesariamente un príncipe del Sacro Imperio Romano Germánico ni gobernaba un ducado. Esa persona tenía el rango de titularherzog ('duque por título') de la nobleza alemana no reinante.

## Uso actual
Herzog es la raíz de muchas palabras del mismo significado en otras lenguas germánicas, entre ellas el danés y el noruego hertug, el holandés y el afrikáans hertog, el islandés hertogi, el luxemburgués herzog y el sueco hertig.
Herzog fue tomado prestado en otras familias de lenguas europeas, siendo el significado principal de la palabra «duque», por ejemplo, en lenguas baltoeslavas como el bielorruso hiercah (герцаг), los dialectos de Herzegovina oriental herceg (херцег; como Herzegovina), el búlgaro khertsog (херцог), el letón hercogs, el lituano hercogas, y el gertsog ruso (герцог); por lenguas ugrofinesas como el hertsog estonio, el herttua finlandés y el herceg húngaro; y por lenguas kartvelianas como el herts'ogi georgiano (ჰერცოგი).
El equivalente semántico de «herzog» en las lenguas eslavas es vaivoda o воевода, donde voi- significa 'ejército' y -voda significa 'liderar' o 'guiar'. Tanto los términos germánicos como los eslavos se utilizan para los nombres de lugares dentro del mundo de habla eslava, como en el caso de la región histórica de Herzegovina en la moderna Bosnia y Herzegovina y la provincia autónoma de Voivodina en Serbia.